# BattleCards
 (mai 2025).
 (mai 2025).
Si vous disposez d'ouvrages ou d'articles de référence ou si vous connaissez des sites web de qualité traitant du thème abordé ici, merci de compléter l'article en donnant les références utiles à sa vérifiabilité et en les liant à la section « Notes et références ».

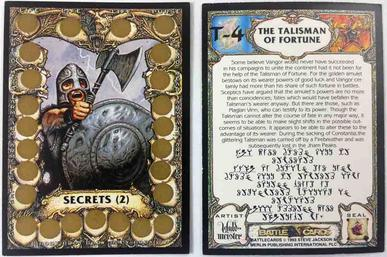
Les cartes n'avaient pas de verso commun, comme dans la plupart des jeux de cartes à collectionner. Des vignettes à gratter étaient présentes sur certaines cartes, comme sur la carte de gauche. A droite, le verso d'une carte avec sa description.

BattleCards était un jeu de cartes à collectionner de fantasy publié en 1993 par Merlin Publishing. Le jeu propose un système unique dit « Scratch and Slay » (gratte et attaque), créé par Steve Jackson. Les cartes étaient vendues par boosters de 10 cartes comprenant des cartes de guerrier, de sorts, de combat avancé, de quête et de trésor. Le jeu a été publié au Royaume-Uni et aux États-Unis avec certaines différences notables.

## Un des tous premiers jeux de cartes à collectionner
Le jeu a fait ses débuts à la Gen Con 1993 (au même moment que la sortie de Magic : l'Assemblée). Il est parfois considéré comme le premier jeu de carte à collectionner au monde. Par deux éléments cependant, le jeu ne colle pas à cette définition : il ne se joue pas avec un deck et il n'est pas tout à fait collectionnable. Le revêtement à gratter des cartes s'abîmait lorsqu'on les mélangeait, et une fois complètement grattées, elles n'étaient plus jouables ni collectionnables.

## Le système de jeu «Scratch and Slay»
Chaque carte de guerrier comporte 25 cases à gratter sur ses bords. Celles-ci sont séparées en 3 cases de vie, 1 case de butin, 4 cases pour la tête, 6 pour les bras, 6 pour les jambes et 5 pour le corps. Sous chaque case de tête, bras, jambe et corps, il n'y a rien ou une goutte de sang rouge. Sous chaque case de vie, il n'y a rien ou un crâne rouge. Sous la case de butin se trouve un numéro.
Pour jouer, chaque joueur choisit une de ses cartes guerrier. Un joueur est tiré au hasard pour débuter, et il gratte l’une des cases de tête, de bras, de jambe ou de corps de la carte adverse. Si une goutte de sang rouge apparaît, le guerrier est blessé, et ce joueur en gratte une suivante. Sinon, c'est au tour de l'autre joueur. Chaque fois qu'une goutte de sang rouge est révélée, ce joueur gratte à nouveau une case. Dès que la deuxième goutte de sang est révélée et après toutes les gouttes suivantes, ce joueur gratte une case de vie. Si un crâne rouge est révélé, le guerrier est tué, et ce joueur gagne.
Les joueurs peuvent récupérer la carte de l'adversaire et son butin en grattant la case butin. Après avoir collecté le butin de plusieurs cartes, elles pouvaient être envoyées par la poste à la maison d'édition en échange de cartes spéciales.